# Ein feste Burg ist unser Gott (BWV 80)
Pour le cantique de Martin Luther, voir Ein feste Burg ist unser Gott.
Ein feste Burg ist unser Gott (Notre Dieu est une solide forteresse) (BWV 80) est une cantate sacrée de Jean-Sébastien Bach composée à Leipzig en 1724.

## Histoire et livret
Basée sur le choral éponyme Ein feste Burg ist unser Gott de Martin Luther qui est utilisé dans les mouvements 1, 2, 5 et 8, la cantate était destinée à la fête de la Réforme (31 octobre) qui a toujours été célébrée avec faste en Saxe. Pour cette destination liturgique, deux autres cantates ont franchi le seuil de la postérité : les BWV 79 et 80b. Les autres mouvements reprennent un texte de Salomon Franck (1659–1725). Le texte de ce dernier se réfère à Luc 11:14-28, qui traite de l'expulsion d'un démon par Jésus et son exhortation à suivre les préceptes du Maître. Cela est en rapport avec le  Und wenn die Welt voll Teufel wär (« Et si le monde était plein de démons ») de l'hymne luthérien. Quelques changements dans le texte (éventuellement de la main de Bach lui-même) suffirent pour assurer la relation entre le texte de Franck et la cantate ancienne appropriée pour la Fête de la Réforme. Alfred Dürr a écrit que ce chœur d'entrée était « assurément le sommet de toute la production vocale de Bach fondée sur un choral ».
L'origine de cette pièce est mal connue. Elle est issue de la cantate Alles, was von Gott geboren (BWV 80a) que Bach composa à Weimar en 1715 et dont la musique est perdue mais dont les poèmes de Salomon Franck nous sont cependant parvenus. Bach en tira une nouvelle version, BWV 80b, donnée à Leipzig probablement le 31 octobre 1723 dont il ne reste qu'un choral, version qui fut retravaillée de nombreuses fois durant les années suivantes. Pour ce dernier opus, BWV 80, donné le 31 octobre 1724 ; les trois trompettes et les timbales — ainsi que les trois hautbois — dans les premier et cinquième mouvements de la version traditionnelle ont été ajoutées par Wilhelm Friedemann Bach après la mort de son père.

## Structure et instrumentation
La cantate est écrite pour trois hautbois, deux hautbois d'amour, un hautbois da caccia (ou une taille de hautbois), deux violons, alto, violoncelle, violone (contrebasse), basso continuo, quatre solistes (soprano, alto, ténor, basse) et un chœur à quatre voix.
Il y a huit mouvements, dont quatre reprennent les strophes du choral de Luther.
| No | Mouvement      | Texte                                                         | Voix               | Instruments                   | Choral      |
| -- | -------------- | ------------------------------------------------------------- | ------------------ | ----------------------------- | ----------- |
| 1  | Chœur          | Ein feste Burg ist unser Gott                                 | SATB               | 3 Ob, 2 Vn, Va, Vc, Vne, Bc   | 1re strophe |
| 2  | Aria et choral | Alles, was von Gott geboren Mit unsrer Macht ist nichts getan | SB                 | Ob, 2 Vn, Va, Bc              | 2e strophe  |
| 3  | Récitatif      | Erwäge doch, Kind Gottes, die so große Liebe                  | B                  | Bc                            |             |
| 4  | Aria           | Komm in mein Herzenshaus                                      | S                  | Bc                            |             |
| 5  | Chœur          | Und wenn die Welt voll Teufel wär                             | SATB (à l'unisson) | 2 Oda, Tle (en), 2 Vn, Va, Bc | 3e strophe  |
| 6  | Récitatif      | So stehe dann bei Christi blutgefärbten Fahne                 | T                  | Bc                            |             |
| 7  | Aria (duo)     | Wie selig sind doch die, die Gott im Munde tragen             | AT                 | Odc, Vn, Bc                   |             |
| 8  | Choral         | Das Wort sie sollen lassen stahn                              | SATB               | 2 Ob, 2 Vn, Va, Bc            | 4e strophe  |

## Musique
Le fameux choral d'introduction est considéré comme l'un des points culminants de l'art de la composition chorale de J.S. Bach. La première strophe est présentée sous la forme d'un motet choral dans lequel les voix chantent chaque phrase sous une forme fuguée. Après chaque passage fugato, la mélodie du choral est ensuite présentée en canon entre la trompette (avec les hautbois dans la version originale de Bach) et le basso continuo.
Dans le deuxième mouvement, le thème martial est mis en valeur par les doubles-croches des cordes. Les poèmes de Salomon Franck de la version de Weimar sont insérés sous forme d'arias et de récitatifs entre les strophes du choral alors qu'en parallèle au texte pour l'aria de la basse, « Alles, was von Gott geboren », le soprano chante la deuxième strophe, « Mit unsrer Macht ist nichts getan », qui y est présentée comme un cantus firmus. Cette strophe servait de choral final dans la version antérieure de la cantate, BWV 80a, dont la musique a été perdue. D'une façon générale, le symbolisme musical exprimé dans cette cantate est d'une importance exceptionnelle. Bach y expose sa confiance du triomphe des forces du Bien contre les forces du Mal au point d'en faire un hymne du message luthérien.
Le cinquième mouvement oppose l'orchestre, fort agité, qui symbolise les forces infernales, avec la mélodie du choral en cantus firmus, chantée à l'unisson par le chœur, représentant la foi du chrétien qui « résiste à cet assaut ».